# Ludwik Misky
Ludwik de Delney Misky (1884 – 1938) là một họa sĩ người Ba Lan, đại diện của  phong cách Hậu ấn tượng.

## Tiểu sử
Misky xuất thân trong một gia đình gốc Hungary định cư ở Małopolskie. Năm 1902, ông bắt đầu theo học tại Học viện Mỹ thuật Kraków, dưới sự hướng dẫn của các họa sĩ Florian Cynk, Leon Wyczółkowski, Józef Pankiewicz và Józef Mehoffer. Đồng thời, Misky cũng theo học khoa Triết học và Lịch sử nghệ thuật tại Đại học Jagellonia. Sau đó, ông tiếp tục đi du học tại Dresden, Leipzig, Berlin và Vienna. Vào năm 1907, ông trở lại Kraków và làm giáo viên dạy vẽ.
Chủ đề sáng tác của Misky chủ yếu là phong cảnh, chân dung và tĩnh vật. Trong những năm tháng cuối đời, ông tập trung vào nghệ thuật đồ họa, bao gồm cả khắc gỗ. Ông cũng thiết kế tủ sách và thảm trang trí.

## Tranh tiêu biểu

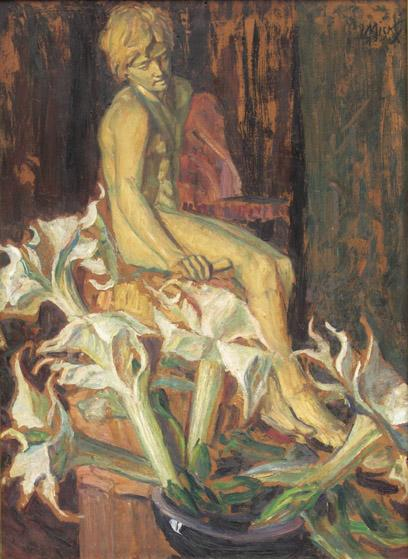
Khỏa thân
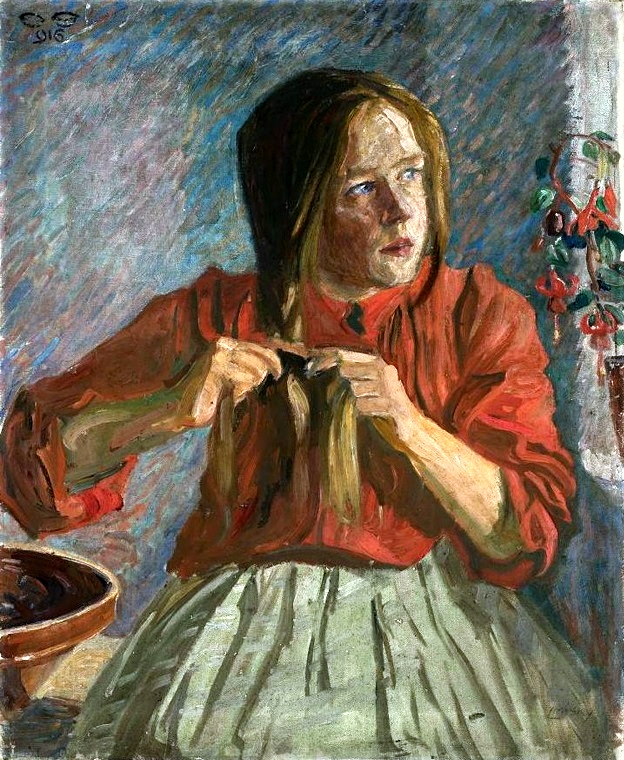
Cô gái đang tết tóc
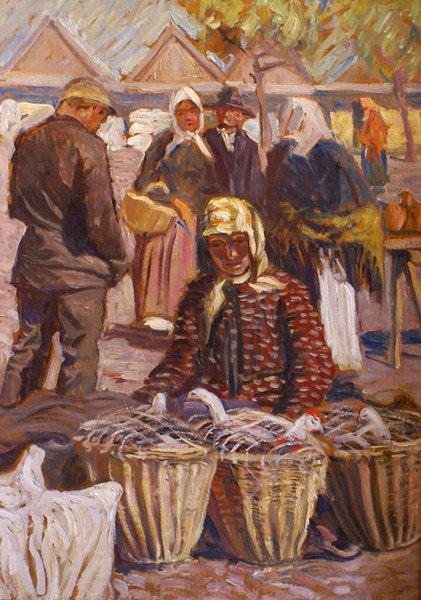
Hội chợ Galicia